# 阿倍御主人
阿倍 御主人（あべ の みうし）は、飛鳥時代の人物。氏は布勢・普勢（ふせ）ともされ、阿倍普勢（あべのふせ）の複姓で記される場合もある。姓は臣のち朝臣。左大臣・阿倍内麻呂の子。官位は従二位・右大臣。
壬申の乱における大海人皇子（天武天皇）方の功臣。天武朝から政治に携わると、持統・文武朝で高官に昇り、晩年には右大臣として太政官の筆頭に至った。平安時代初期に成立した『竹取物語』に登場する「右大臣あべのみうし」のモデルである。

## 出自など
阿倍氏は多くの支族をもつ有力氏族であり、支族は分かれて地名を重ねて復姓とした。布勢氏（普勢氏）もその一つである。

## 経歴

### 天武朝
天武天皇元年（672年）に発生した壬申の乱では大海人皇子側につき、このときの功績で持統朝に入ってから100戸の封戸を与えられている。
天武天皇13年（684年）八色の姓の制定により臣姓から朝臣姓に改姓した。天武朝では納言を務め政治の枢要に与り、冠位は直大参まで昇った。朱鳥元年（686年）9月の天武天皇の葬儀では太政官のことを誄し、翌持統天皇元年（687年）正月に皇后（持統天皇）・皇太子（草壁皇子）・公卿・百寮人が殯宮で慟哭したときも誄している。持統天皇2年（688年）天武天皇が大内陵に葬られた際には、大伴御行と共に誄した。

### 持統朝
持統朝では、太政大臣・高市皇子、右大臣・多治比嶋に次ぎ、大伴御行と並んで高官の地位にあった。
持統天皇4年（690年）正月の持統天皇即位の翌日に、多治比嶋とともに賀騰極（即位祝賀の言葉）を奏する。官人を代表しての祝辞と考えられる。持統天皇5年（691年）大伴御行とともに80戸の増封を受け、以前からの封戸とあわせて300戸になった（この時の冠位は、御行と同じく直大壱）。
持統天皇8年（694年）大伴御行とともに正広肆に叙せられ、200戸の増封を受け（通算で500戸）、氏上になった。これまで布勢朝臣姓を称していたが、阿倍氏の氏上となったため、以降は阿倍朝臣姓を称するようになった。このときまで御主人は阿倍氏一族の中で最高位であったにもかかわらず、氏上ではなかったことになる。

### 文武朝
持統天皇10年（696年）に太政大臣・高市皇子が没すると、右大臣・多治比嶋が太政官の首座となり、御主人は大伴御行とともにこれに次いだ。文武天皇4年（700年）巡察使の報告により治績に応じて各国の国司に叙位や増封が行われた際、大伴御行ととも正広参に叙せられる。
大宝元年（701年）には多治比嶋・大伴御行が相次いで没すが、御主人は3月に従二位・右大臣に任ぜられ太政官の筆頭に立った。同年7月には壬申の乱の功労で与えられた封戸100戸が中第と評価され、その4分の1を子息に伝えることが許されている。
大宝3年（703年）正月に刑部親王が知太政官事に任ぜられ、太政官における御主人の地位はこれに次いだ。同年閏4月1日薨御。享年69。最終官位は右大臣従二位。正三位・石上麻呂が遣わされて弔し、贈物を行ったという。慶雲元年（704年）になって壬申の乱における功封100戸の4分の1が子息の広庭に伝えられている。
キトラ古墳の被葬者であるとする説が提唱されている。

## 官歴
『六国史』による
- 天武天皇13年（684年） 11月1日：臣から朝臣に改姓（八色の姓制定）
- 朱鳥元年（686年） 9月28日：見直大参
- 持統天皇元年（687年） 正月1日：見納言
- 時期不詳：直大壱
- 持統天皇5年（691年） 正月13日：増封80戸（通前300戸）
- 持統天皇8年（694年） 正月2日：正広肆、氏上（布勢朝臣から阿倍朝臣に改姓か）、増封200戸（通前500戸）
- 時期不詳：大納言
- 持統天皇10年（696年） 10月22日：賜資人80人
- 文武天皇4年（700年） 8月22日：正広参
- 大宝元年（701年） 3月21日：正従二位、右大臣（大宝令制定）。3月29日：賜絁500疋、絹糸400鉤、麻布5000段、鍬10000口、鉄50000斤、備前・備中・但馬・安芸国田20町
- 大宝3年（703年） 閏4月1日：薨御（右大臣従二位）

## 系譜
- 父：阿倍内麻呂[10]
- 母：不詳
- 生母不詳の子女
  - 男子：阿倍広庭[9]
  - 男子：布勢人主?[11]